# Astanaenergosbyt
Astanaenergosbyt (russisch Астанаэнергосбыт) ist ein Energieversorger in Kasachstan mit Sitz in Astana. Es ist ein Tochterunternehmen der Central-Asian Electric Power Corporation. Es hält das Monopol zur Energieversorgung der kasachischen Hauptstadt Astana.

## Geschichte
Gegründet wurde Astanaenergosbyt am 30. September 2004. Seine Tätigkeiten nahm das Unternehmen am 1. Januar 2005 auf.
Im April 2008 musste Astanaenergosbyt wegen unangemessen hoher Preise für Wärmeenergie fast 680.000 Tenge Strafe bezahlen.
2009 wurde das Unternehmen von einem Gericht der Hauptstadt Astana zu einer Rückzahlung von beinahe 33 Millionen Tenge verurteilt, da Astanaenergosbyt Rechnungen falsch berechnet hatte.